# Waigeo
Waigeo és una illa de la província de Papua a Indonèsia.

## Particularitats
L'illa també se la coneix com a Amberi o Waigiu.
Él l'illa més llarg de les quatre illes principals de l'arxipèlag de Raja Ampat, entre Halmahera i uns 65 km al nord-est de la costa de Nova Guinea. Les altres tres illes són Salawati, Batanta i Misool.
L'àre a de l'illa és de 3155 km², el punt més alt ronda els 1.000 metres, i les mides de l'illa són d'aproximadament d'uns 110 km. (oest-est) i uns 50 km. (nord-sud).
A l'oest de l'illa s'hi troba la població de Wasai que és la capital del districte de Raja Ampat.
Des del 1997, l'illa s'h convertit en la localització d'una substancial "granja de perles", de propietat de la marca australiana Atlas Pacífic.